# Joaquín Pérez Comoto
Joaquín Pérez Comoto y Tamariz (Ciudad de México, 1811-Alcalá de Henares, 1883) fue un jurista, poeta y traductor español.

## Biografía
Fue el segundo hijo de los cuatro que tuvo un cirujano gaditano, Florencio Pérez Comoto, y la veracruzana Joaquina Tamariz. Nació en la Ciudad de México en 1811, pero su familia emigró muy pronto a España. Tuvo un hermano, Cristóbal, quien, como él, estudió retórica en el Colegio Imperial de los jesuitas en Madrid y luego derecho en Alcalá de Henares; llegarán a ser jueces de primera instancia. Ya por entonces Joaquín escribía poesía; en 1838, tras aprobar el examen ante la Audiencia Territorial de Madrid, ejerció como abogado. Al mismo tiempo conoce a Francisco de Paula Mellado, su amigo y editor de sus traducciones; primero de novelas y luego de obra histórica. No rompió sus ligaduras con México, y publicó poemas en El Liceo Mexicano y en El Semanario de las Señoritas, por ejemplo. En 1832 publicó una canción en estancias, El entusiasmo, que pronunció en la distribución de premios del Colegio Imperial de Jesuitas de Madrid, el 10 de agosto, y fue publicada en El Liceo Mexicano.
Liberal, participó con un soneto en la Corona poética de doña María Cristina de Borbón, Reina de España (1830) y en 1834, fallecido ya el absolutista Fernando VII, publicó Isabel y Libertad. Oda patriótica dedicada a la milicia urbana (Madrid: Imprenta de Repullés, 1834). Joaquín fue en 1867 juez de primera instancia en Logroño, y al menos desde 1869 terminó siéndolo en Alcalá de Henares, donde falleció en 1883. Fue académico correspondiente de la Real Academia de la Historia. 
Como traductor estuvo vinculado al editor Francisco de Paula Mellado, para quien escribió los artículos referidos a temas históricos de su Enciclopedia y además vertió desde el francés  el Manual de historia romana desde la fundación de Roma hasta la caída del Imperio de Occidente (1844) de Philippe Le Bas y, sobre todo, dos de los veinte volúmenes de la Historia del Consulado y del Imperio: continuación de la Historia de la Revolución Francesa de Louis Adolphe Thiers (Madrid: F. de P. Mellado, 1846-1863), los correspondientes a los años 1846 y 1847, ya que los restantes los tradujo sobre todo Antonio Ferrer del Río. También compuso los poemas que hay en una temprana novela histórica de su amigo Bernardino Núñez de Arenas, como este mismo declara en el prólogo, El Siglo XVI en Francia, ó, Ulina de Montpensier (Madrid, 1831) y tradujo novelas de George Sand, por ejemplo La condesa de Rudolstadt (Madrid, 1844). Al parecer, pertenecía a una Academia de Humanidades y Lenguas Orientales.